# Helmholtz-Institut für Pharmazeutische Forschung Saarland

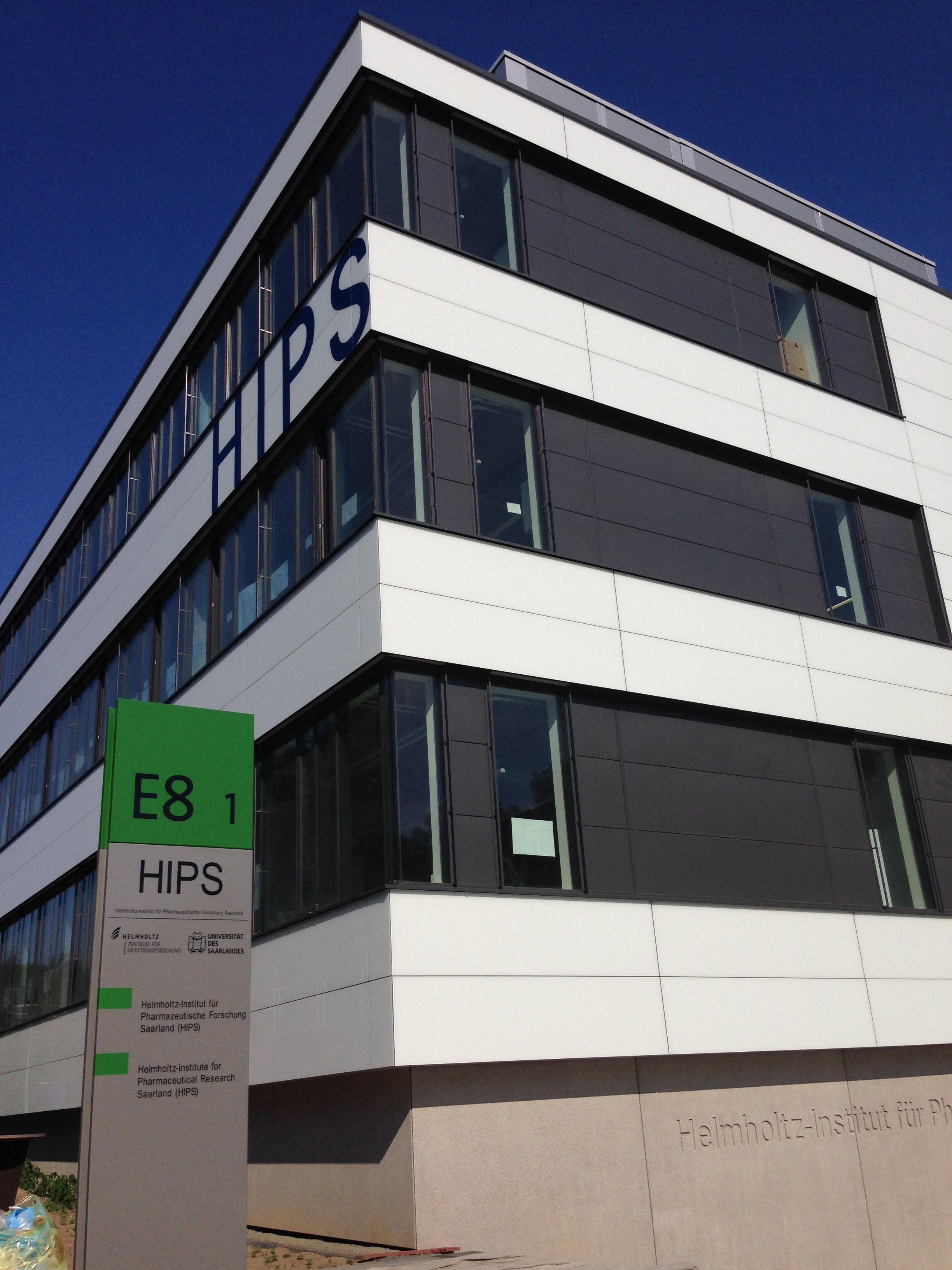
HIPS-Gebäude auf dem Campus der Universität des Saarlandes

Das Helmholtz-Institut für Pharmazeutische Forschung Saarland (HIPS) ist eine außeruniversitäre Forschungseinrichtung, welche 2009 durch den Abschluss einer Kooperationsvereinbarung zwischen dem Helmholtz-Zentrum für Infektionsforschung (HZI) und der Universität des Saarlandes (UdS) gegründet wurde. Forschungsschwerpunkt des in Saarbrücken gelegenen HIPS ist die Entwicklung neuartiger Antibiotika.

## Geschichte
Das HIPS wurde nach  Evaluierung eines gemeinsamen Antrages von HZI und UdS im August 2009 gegründet. 2015 erfolgte der Umzug von Räumlichkeiten der Universität des Saarlandes in einen eigenen Neubau. Zum Gründungszeitpunkt entstand das Institut durch den Zusammenschluss der UdS-Lehrstühle von Rolf Müller, Claus-Michael Lehr und Rolf W. Hartmann, die als wissenschaftliche Abteilungen in das HZI aufgenommen wurden. Das HIPS ist das erste öffentlich geförderte außeruniversitäre Forschungsinstitut in Deutschland, das sich explizit der pharmazeutischen Forschung widmet. Als Standort des HZI ist es Teil des Forschungsbereiches „Gesundheit“ und des Programms „Infektion und Immunität“ der Helmholtz-Gemeinschaft. Derzeit sind am HIPS insgesamt acht Abteilungen und (Nachwuchs-)Gruppen angesiedelt.

## Forschung
Ziel der Forschungsaktivitäten am HIPS ist die Entdeckung und präklinische Entwicklung von Wirkstoffgrundgerüsten zu neuartigen Antiinfektiva. Hierbei sollen Erkenntnisse aus der Grundlagenforschung möglichst effizient in medizinisch nutzbare Anwendungen überführt werden (translationale Medizin). Um dies zu ermöglichen, decken die Forschungsschwerpunkte der HIPS-Abteilungen einen großen Teil der präklinischen Wirkstoffentwicklung ab. Als Grundlage für die Entdeckung neuer Wirkstoffe dienen neben synthetischen Molekülen vor allem auch mikrobielle Naturstoffe aus Bodenbakterien (z. B. Myxobakterien). Die pharmazeutischen Eigenschaften dieser Ausgangsstoffe werden mit Hilfe chemischer, biotechnologischer und bioinformatischer Methoden optimiert. Darüber hinaus entwickelt das HIPS Strategien, die es Wirkstoffen erlauben, biologische Barrieren zu überwinden, um so zu ihrem Wirkort zu gelangen.
Das HIPS arbeitet eng mit Forschern aus anderen Forschungseinrichtungen und Universitäten aus dem In- und Ausland zusammen. Zusätzlich zu seiner Grundfinanzierung konnte das HIPS seit seiner Gründung den Drittmittelbeitrag zu seiner Gesamtförderung kontinuierlich steigern, so dass im Jahre 2019 etwa gleich hohe Drittmittel- und Grundfinanzierung vorlag. Zu den Zuwendungsgebern zählten unter anderem das Deutsche Zentrum für Infektionsforschung (DZIF), das Bundesministerium für Bildung und Forschung (BMBF), die Europäische Union (EU), die Deutsche Forschungsgemeinschaft (DFG), sowie die Bill & Melinda Gates Foundation. Arbeitsgruppen des HIPS sind an mehreren laufenden Forschungsprojekten des DZIF beteiligt.
Wissenschaftlicher Direktor des HIPS ist seit 2009 Rolf Müller, der seit 2017 auch als Koordinator des DZIF-Forschungsbereiches „Neue Antibiotika“ fungiert. Im Dezember 2020 wurde Rolf Müller von der DFG mit dem Gottfried Wilhelm Leibniz-Preis 2021 ausgezeichnet.